# Unia Europejskich Federalistów
Unia Europejskich Federalistów (ang. Union of European Federalists, UEF) – europejska organizacja pozarządowa promująca Federację Europejską. Składa się z 20 organizacji założycielskich i działa na poziomie europejskim, krajowym i lokalnym od 1946 r.

## Historia
Powołanie UEF miało miejsce podczas spotkania 78 przedstawicieli ruchów federalistycznych z 16 krajów europejskich we wrześniu 1946 r. w Hertenstein, niedaleko Zurychu w Szwajcarii. Grupy te utrzymywały powszechne przekonanie, że tylko federacja europejska oparta na zasadzie „jedności w różnorodności” może zapobiec powtórzeniu cierpień i zniszczeń dwóch wojen światowych, więc przyjęli program-deklarację opartą na tej idei. Federaliści wierzyli, że tylko wspólny wysiłek europejskich obywateli działających na rzecz tego celu może stworzyć pokojową i demokratyczną Europę gwarantującą wolność i ochronę praw człowieka.
Podczas drugiego spotkania w Luksemburgu grupy te uzgodniły utworzenie stałego sekretariatu europejskiego w Paryżu i kolejnego w Nowym Jorku dla światowych federalistów. Ale to w Paryżu, 15 i 16 grudnia 1946 r, oficjalnie powołano do życia UEF, którego zadaniem było koordynowanie i intensyfikacja działań różnych ruchów oraz organizowanie ich w struktury federalne.
Po uzyskaniu statusu prawnego UEF prowadził kampanię na rzecz Europejskiego Paktu Federalnego. Polegała ona na próbie przekształcenia Zgromadzenia Doradczego Rady Europy w Zgromadzenie Konstytucyjne Federacji Europejskiej. Podstawowym instrumentem była petycja, podpisana przez tysiące obywateli w całej Europie i wielu wybitnych ludzi z życia politycznego, intelektualnego i naukowego, którzy poprosili Zgromadzenie Doradcze o sporządzenie tekstu paktu federacyjnego i zlecenie jego ratyfikacji przez członków Rady Europy. UEF prowadził również kampanię na rzecz ratyfikacji Europejskiej Wspólnoty Obronnej oraz Europejskiej Wspólnoty Politycznej w ramach EWG.
Po odrzuceniu projektu EDC federaliści stawali się coraz bardziej podzieleni co do strategii jaką powinna przyjąć organizacja. Jedni w ślad za Altiero Spinelli (1907-1986) popierali podejście konstytucyjne, inni popierali integrację etapami. Ci pierwsi nie mogli zadowolic się tylko wspólnym rynkiem, drudzy zaś całkowicie go popierali. Konflikt ten doprowadził w czerwcu 1956 do podziału UEF na dwie organizacje: Ruch Europejskich Federalistów (MFE), utworzony z działaczy o podejściu konstytucyjnym oraz Akcja Europejskich Federalistów (AMF) zrzeszających zwolenników powolnej integracji.
Kiedy w ramach EWG ustanowiono unię celną, przynosząc tym samym perspektywę przekształcenia się w unię gospodarczą i walutową, obie organizacje uzgodniły połączenie się w celu wzmocnienia swej działalności politycznej, budowanej wokół kampanii na rzecz wyborów bezpośrednich do Parlamentu Europejskiego. Ta strategiczna idea zaproponowana przez włoskich federalistów, szybko stała się wspólną platformą dla wszystkich federalistycznych organizacji, które spotkały się w kwietniu 1973 r. reaktywując w ten sposób UEF.
Kolejnymi ważnymi działaniami Unii były liczne publiczne demonstracje przyciągające tysiące uczestników. Na przykład demonstracja w Rzymie w grudniu 1975 r, która odbyła się w porozumieniu z Radą Europejską, kiedy to zdecydowano, że wybory europejskie będą odbywać się nawet bez udziału Wielkiej Brytanii i Danii (chociaż w końcu wzięły one udział); demonstracja z udziałem 5000 uczestników w Strasburgu 17 lipca 1979 r. przed siedzibą Parlamentu Europejskiego, zbiegająca się z pierwszą sesją po wyborach bezpośrednich z czerwca; demonstracja w dniu 25 czerwca 1984 r. zbiegająca się z posiedzeniem Rady Europejskiej w Fontainebleau; spektakularną demonstracją w Mediolanie, liczącą 100 000 uczestników – największą w historii UEF – w czasie posiedzenia Rady Europejskiej w dniach 28 i 29 czerwca 1985 r, gdzie większość opowiedziała się za zwołaniem Konferencji Międzyrządowej, by dokonać przeglądu traktatów wspólnotowych.
Upadek muru berlińskiego, koniec zimnej wojny, zjednoczenie Niemiec i ratyfikacja Traktatu z Maastricht doprowadziły do kampanii na rzecz demokracji europejskiej, która obejmowała chęć zniesienia kontroli granicznych między krajami Unii Europejskiej, równoległe poszerzenie i pogłębienie wspólnot, wzmocnienie roli Parlamentu Europejskiego i Komisji Europejskiej, dalsze wprowadzanie głosowania większościowego i zniesienie monopolu rządowego na funkcję konstytucyjną.
Najważniejszą częścią historii UEF w XXI wieku była Kampania dla Federalnej Konstytucji Europejskiej w Nicei w której uczestniczyło 10 000 osób, w tym setki lokalnych aktywistów.

### Przewodniczący

#### Przewodniczący Rady Nadzorczej
- Hendrik Brugmans 1947–194
- Henry Frenay 1950–1952
- Altiero Spinelli 1955–1956
- Grégoire Gafenco 1956
- Alexandre Marc 1957
- Raymond Rifflet 1959–1964
- Mario Albertini 1966

#### Prezydenci (do 1966 „Przewodniczący Komitetu Centralnego”)
- Henri Genet 1947
- Henry Frenay 1948–1949
- Hendrik Brugmans 1950
- Eugen Kogon 1950–1952
- Henry Frenay 1955
- Grégoire Gafenco 1956
- Enzo Giacchero 1957
- Enzo Giacchero 1959–1962
- Étienne Hirsch 1964–1972
- Étienne Hirsch – J.H.C Molenaar 1972
- Mario Albertini 1975–1982
- John Pinder 1984–1987
- Francesco Rossolillo 1989–1994
- Jo Leinen 1997–2004
- Mercedes Bresso 2006–2008
- Andrew Duff 2008–2013
- Elmar Brok 2013–2018
- Sandro Gozi od 2018

#### Sekretarze Generalni
- Raymond Silva 1947–1948
- Albert Lohest 1949–1950
- Guglielmo Usellini 1950–1957
- André Delmas 1959–1962
- Orio Giarini 1962–1967
- Ludo Dierickx 1969
- Caterina Chizzola 1972–1989
- Gérard Vissels 1992–1994
- Bruno Boissière 1997–2004
- Friedhelm Frischenschlager 2005–2006
- Joan Marc Simon 2007–2010
- Christian Wenning 2010–2014
- Paolo Vacca 2014–2020
- Anna Echterhoff od 2020

## Organizacja
UEF dzieli się na organizacje składowe, będące autonomicznymi ośrodkami decyzyjnymi, docierającymi do obywateli UE i słającymi przesłanie UEF poprzez organizowanie różnych działań w ich krajach. Organizacje składowe mogą podejmować wszelkie działania w ramach ogólnych ram politycznych UEF na poziomie europejskim.

### Kongres
Kongres jest „zgromadzeniem ogólnym” UEF. Zbiera się co dwa lata; składa się z delegatów organizacji członkowskich. Określa politykę Unii, wybiera prezesa, modyfikuje postanowienia Statutu i wybiera połowę członków Komitetu Federalnego.

### Komitet Federalny
Składa się z członków, z których połowa jest wybierana bezpośrednio przez Kongres UEF, a reszta przez organizacje założycielskie. Członkowie są wybierani do służby do następnego Kongresu. KF określa kierunek polityki organizacji i określa cele działalności. Organizuje Kongres, zatwierdza budżet roczny i saldo końcowe, sporządza regulamin UEF oraz wybiera Prezydium i Skarbnika.

### Biuro
Wybierane przez Komitet Federalny na okres dwóch lat. Biuro wykonuje decyzje KC i jest przed nim odpowiedzialne.

### Konferencja przedstawicieli
Zwoływana jest na wniosek Biura lub co najmniej dwóch organizacji składowych. Konferencja gromadzi przedstawicieli organizacji założycielskich i ponadnarodowych UEF (mianowicie Prezydenta, Sekretarza Generalnego i Skarbnika). Przedstawia swoje propozycje Komitetowi Federalnemu i pełni rolę doradczą i koordynacyjną. Konferencja ustala również opłatę członkowską.

### Przewodniczący
Prezydent UEF jest wybierany przez Kongres bezwzględną większością głosów. Jest także przewodniczącym Komitetu Federalnego i Biura UEF. Obecnym przewodniczącym jest pochodzący z Włoch, Sandro Gozi.

### Skarbnik
Wybierany przez Komitet Federalny ds. Nominacji Biura. Jest odpowiedzialny przed KF za zarządzanie funduszami organizacji. Obecnym skarbnikiem jest Kolja Bienerts.

### Sekretarz Generalny
Sekretarz generalny ma za zadanie prowadzenie sekretariatu i wykonywanie decyzji przekazanych mu przez organy UEF. Uczestniczy w spotkaniach organów UEF bez prawa głosu. Powoływany przez KF na zalecenie Biura. Obecnie sekretarzem generalnym jest Paolo Vacca.

### Rada Arbitrażowa
Składa się z siedmiu członków wybranych przez Kongres. Gwarantuje stosowanie Statutu i służy jako arbiter w przypadku sporów wewnątrz organizacji.

## Organizacje członkowskie

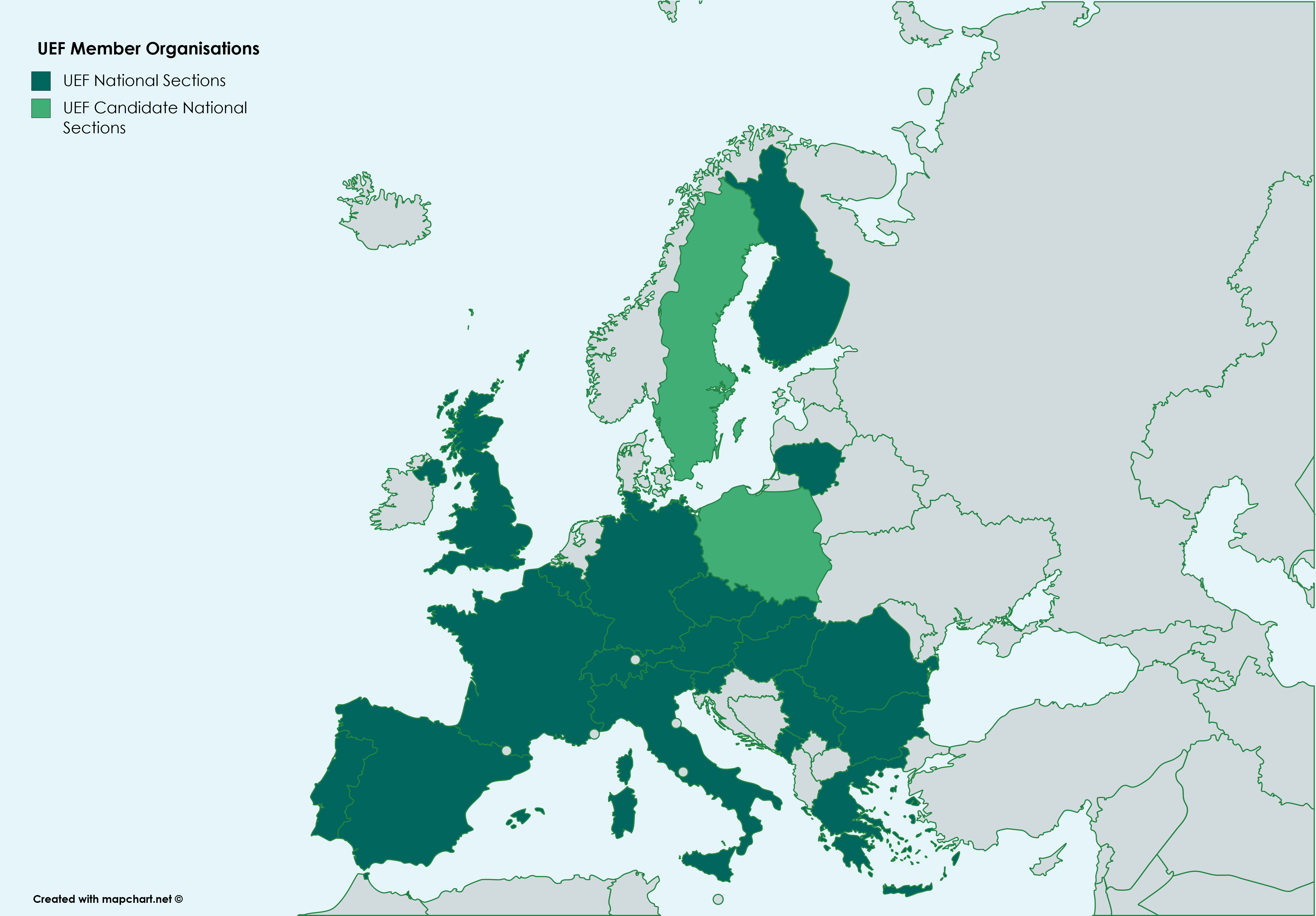
Kraje, w których działają lokalne organizacje (ciemnozielony) i które do tego kandydują (jasnozielony).

- Europäische Föderalistische Bewegung Österreich (Austria)
- U.E.F. België / U.E.F. Belgique (Belgia)
- U.E.F. Balgarija (Bułgaria)
- Unie evropských federalistů v České republice (Czechy)
- European Federalist Movement of Cyprus (Cypr)
- Europa-Union Deutschland(inne języki) (Niemcy)
- Eurooppafederalistit. eurooppalainensuomi.fi. [zarchiwizowane z tego adresu (2017-08-31)]. (Finlandia)
- European Federalist Movement Greece (Grecja)
- Union des fédéralistes européens (Francja)
- Európai Föderalisták Uniója. federalists.hu. [zarchiwizowane z tego adresu (2019-06-29)]. (Węgry)
- Movimento Federalista Europeo(inne języki) (Włochy)
- Europos federalistai Lietuvoje (Litwa)
- UEF Luxembourg (Luksemburg)
- UEF Crna Gora (Czarnogóra)
- UEF Portugal. uef.pt. [zarchiwizowane z tego adresu (2018-01-10)]. (Portugalia)
- UEF Rumania (Rumunia)
- Únia európskych federalistov (Słowacja)
- Unión de Europeístas y Federalistas de España (Hiszpania)
- Unija evropskih federalista (Serbia)
- Europafederalisterna (Szwecja)
- Nouveau Mouvement Europeen – Schweiz / Suisse (Szwajcaria)
- Federal Union(inne języki) (Wielka Brytania)
- UEF Europe Groupe

## Misja
Cele UEF są następujące:
- Podnosić świadomość opinii publicznej na temat kwestii europejskich; organizacja publicznych debat, seminariów, punktów informacyjnych, kampanii i akcji ulicznych dotyczących kluczowych problemów i wydarzeń w Europie.
- Wywieranie nacisku na polityków o podobnych poglądach poprzez działania lobbingowe, tworzenie platform mających na celu szerzenie zrozumienia federalizmu i inicjowanie debat w parlamentach krajowych i europejskim.
- Rozpowszechnianie założeń poprzez silną komunikację za pośrednictwem prasy, strony internetowej UEF i biuletynu oraz innych oświadczeń dotyczących polityki skierowanych do jak najszerszego grona opinii publicznej w Europie.
- Współpraca z innymi organizacjami pozarządowymi, a zwłaszcza z Europejskim Społeczeństwem Obywatelskim, takimi jak Young European Federalists (JEF) i Ruch Europejski; wywieranie nacisków na polityków, organizując publiczne manifestacje.